# フォスファテリウム
フォスファテリウム（Phosphatherium）は、約5,600万年前（新生代古第三紀始新世のヤプレシアン初期）の北アフリカに生息していた始原的特徴を持つゾウの一種。
学名は「光をもたらす」(phosphorus) の「獣」(therium) の意味である。リンのことを燐光を放つため phosphorus といい、フォスファテリウムが発見されたのがリン酸塩の鉱床であることにちなんでの命名である。

## 生息時代・生息域

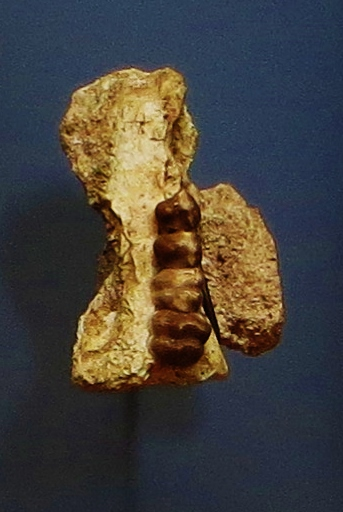
左上顎骨と頬歯列
(国立自然史博物館 (フランス))

フォスファテリウムは早期始新世のヤプレシアンに北アフリカのモロッコで生息していた。化石はウルド・アブドゥン盆地から発見されており、同盆地では暁新世後期のエリテリウムや、始新世に生息していたダオウイテリウム等も見つかっており、長鼻目の起源を探る上で重要な地層となっている。

### 発見
もともとは、化石ディーラーより軟骨魚類の歯と一緒に入手した2つの左上顎骨の欠片で、1996年に記載された。一つは第四小臼歯(dP4)と第一大臼歯(M1)の組み合わせの化石片であり、もう一つは第三・第四小臼歯(P3-4)と第一・第二大臼歯(M1-2)に加えて犬歯や第三切歯の歯槽まで揃った上顎骨片でありタイプ標本となっている。ウルド・アブドゥン盆地のリン酸塩鉱床から発掘されたものだが、化石の発見者や正確な発見場所は分かっていない。同時に見つかった軟骨魚類(サメ)の生息年代から後期暁世代(サネティアン)と推定されていた。
しかし、その後の2000年代の発掘でウルド・アブドゥン盆地の北東に位置するグラン・ダウィ採掘場から頭蓋骨や下顎骨などのいくつかの化石が発見されたことで、正確な発掘地層の年代を推定することが可能となり、早期始新世のヤプレシアンに生息していたことが判明した。

## 形態

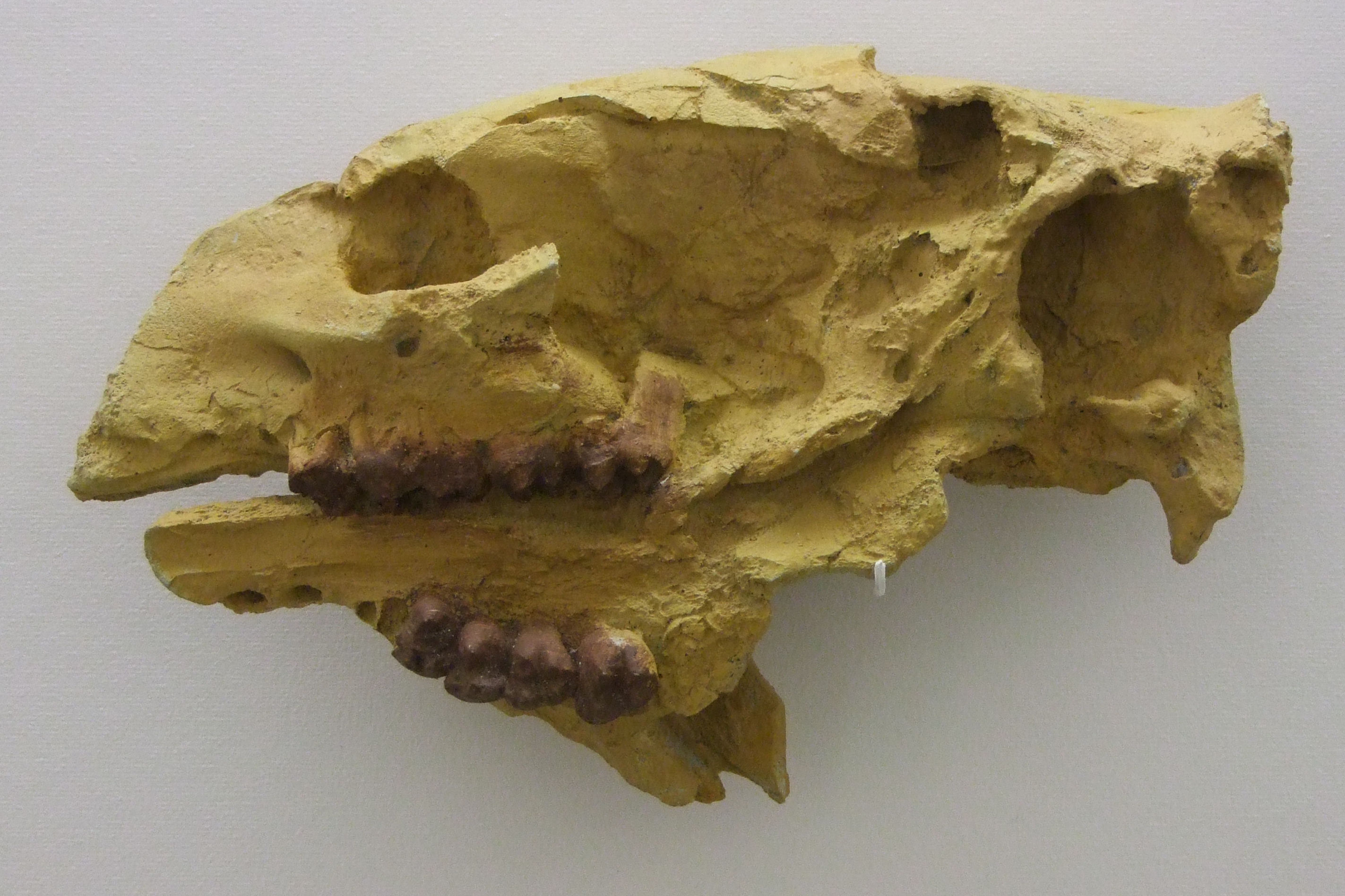
フォスファテリウムの頭骨

フォスファテリウムは中節骨と思われる骨片を除いて、頭部の化石しか見つかっておらず、ポストクラニアル(体骨格)については良く分かっていない。頭蓋の長さがおよそ 170 mm であることから、体重は 17 kg までで、肩高は 30 cm と推測されている。
歯式は、上顎歯は分かっているものの下顎歯に欠損があり {\displaystyle {\tfrac {3.1.4.3}{2.1.3.3}}} もしくは{\displaystyle {\tfrac {3.1.4.3}{2.0.4.3}}} と考えられている。
さらに頭蓋骨の形態など多数の化石による個体差が大きく、長鼻目では比較的一般的ではあるが、フォスファテリウムも性的二形の可能性を指摘されている。
- 切歯

上顎前歯列は化石が残っていないため良く分かっていない。しかし、上顎骨の歯槽からヌミドテリウム同様に第一から第三切歯(I1-I3)と犬歯が残っていたと考えられている。I2 は最も大きな上切歯であった。対して下顎切歯は2本で、他の原始的な長鼻目同様に下顎第一切歯(i1)が発達している。
- 臼歯

上顎臼歯は最古の長鼻目と言われるエリテリウムよりもより進化したバイロフォドント(二稜歯)に近い形態であるが、ヌミドテリウムやダオウイテリウムのような真正バイロフォドントの臼歯と比べると原始的で、両者の中間状態といえる。エナメル質は2層構造で、外部の放射状エナメルと内部の HSB とで構成される。より進化した長鼻目の共有派生形質である 3Dエナメルプリズムはまだ獲得していない。
下顎においては小臼歯は第三・第四小臼歯以外は非常に小さい歯槽しかないため、犬歯なのか第一小臼歯なのかは明確に判断できず歯式が定まっていない。第二小臼歯(p2)が小さい点はヌミドテリウムを除けば本属の特徴となっている。下顎大臼歯は良く保存された標本が見つかっており、すべてはっきりとバイロフォドントである。
- 頭蓋骨

フォスファテリウムは縦に細長い頭蓋骨を持っている。横から見た場合、歯列は頭蓋骨の中央部分までしかない。眼窩は前縁が第四小臼歯(P4)の上にあり、全体的に前方に位置する。頭頂部の盛り上がりとなる矢状稜は頭蓋骨自体のほぼ半分に広がっている。長鼻目の頭骨はその重量を支えるため前後方向に短く進化していくが、まだ後頭部が長く伸びる原始的な頭蓋骨の形状をしている。
鼻腔は大きく前方に位置し、生前の大きな鼻を示唆しているが、モエリテリウムやヌミドテリウムのものほど容量は大きくない。フォスファテリウムの頭蓋形態に鼻の証拠はないが、眼窩下孔やその下の溝は、前唇を作動させる筋肉への神経伝達の経路を意味しており、のちのゾウ類の鼻の発達の前兆となっている。

## 生態

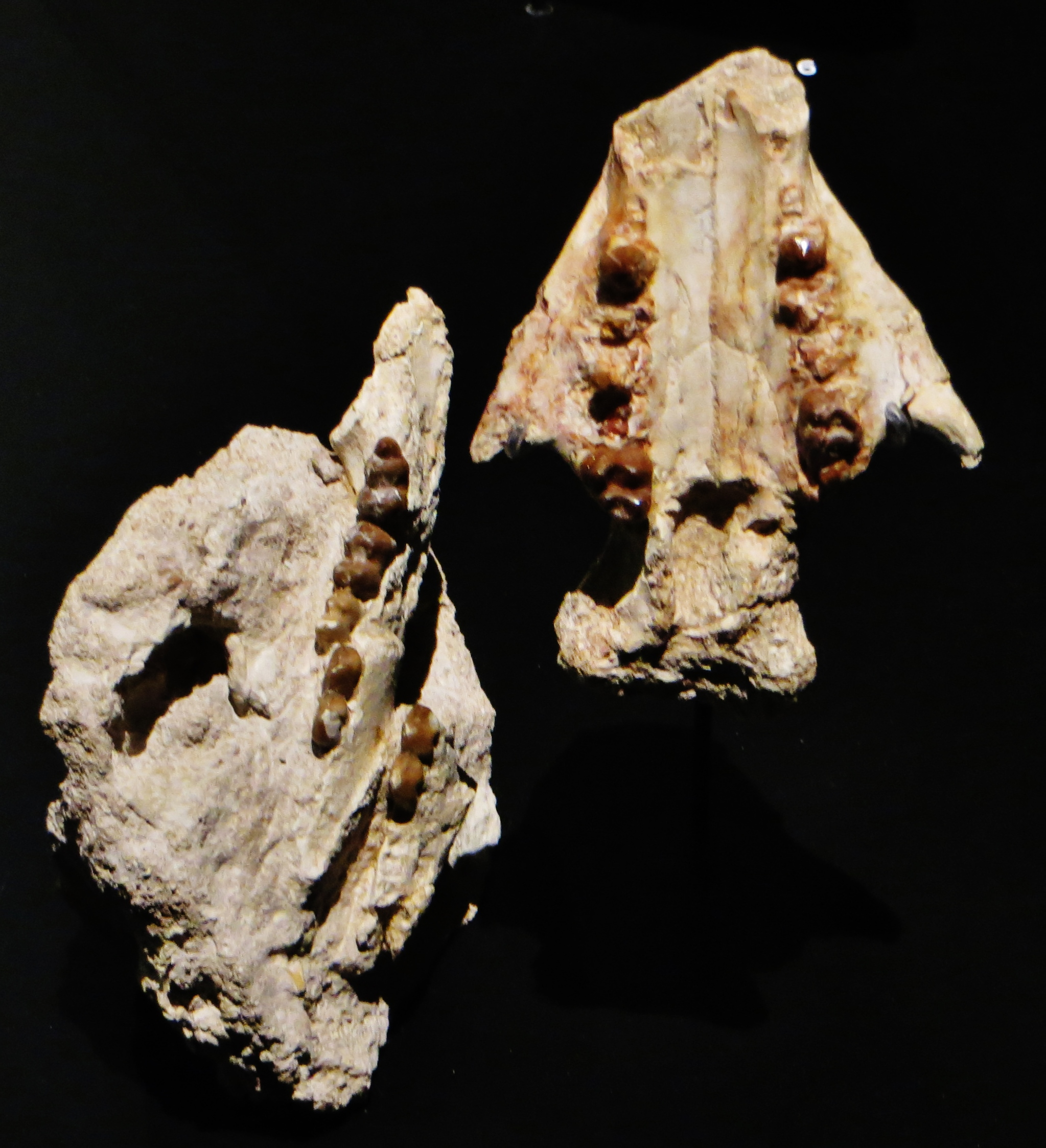
フォスファテリウムの顎の化石

フォスファテリウムは非常に原始的な頭蓋骨の形状をしている。一方で大臼歯は(横堤歯 = ロフォドント)であり、始新世もしくは前期漸新世のより最近の長鼻目であるヌミドテリウムやバリテリウムと共通している。これはフォスファテリウムの生息していた暁新世から始新世への移行期における初期の栄養適応 (葉食性の食事）を示す証拠と考えられている。
またバリテリウムやモエリテリウムについては半水棲であったと考えられているが、より原始的なヌミドテリウムについても半水棲であった可能性が高いとされる。フォスファテリウムの体骨格については中節骨と思われる骨片以外見つかっていないため正確な分析はできないが、臼歯の形状より類似の食性を持つと考えられることから、フォスファテリウムの水棲適応の可能性も指摘されている。

## 分類
2024年現在、以下のような分類体系と考えられている。
- 長鼻目 ( Proboscidea )
  - †近ゾウ型類 ( Plesielephantiforms )
    - †フォスファテリウム科 ( Phosphatheriidae )
      - †フォスファテリウム ( Phosphatherium )
        - †フォスファテリウム エスキレイ ( P. escuillei )

### 下位分類
一種のみで、化石販売業者からタイプ標本を入手したフランスの古生物学者である François Escuillié への献名としてエスキレイ( Escuillei ) と名付けられた。

### 上位分類
最初の発見者である Emmanuel Gheerbrant らは、発見当初(1996)はフォスファテリウムを ヌミドテリウム科 (Numidotheriidae) に分類していた。
しかしその後、ウルド・アブドゥン盆地で次々とフォスファテリウムの標本が集まり研究が進むと、2005年に独自の科であるフォスファテリウム科 (Phosphatheriidae) へと再割り当てをしている。
これは、形態学的データに基づく系統解析を行った結果である。具体的には全20類の比較対照となる分類群(科・属)に対して、「眼窩下孔と眼窩の相対位置」といった 129 個の歯と頭蓋の特徴(キャラクター)毎にポイント割り当てをし、解析ソフトウェアで系統樹を生成する試みである。その結果、フォスファテリウムは系統樹の位置としてヌミドテリウムやダオウイテリウムよりもより原始的な長鼻目であることが判明したとされる。

### 過去の分類
フォスファテリウムは、発見当初(1996)にはヌミドテリウム科に分類され、初の暁新世の化石として最も年代の古い地層から発見された長鼻目であった。しかし、彼らが属するヌミドテリウム科をもって長鼻目（ゾウ目）の最古とすることは認められておらず、この進化系統でさらに古いとされるアントラコブネ科（Anthracobunidae）が系統的に最も古い長鼻目であるとされていた。
しかし、2014年にアントラコブネ科の化石が多数インド・パキスタンで発見されたことで研究が進み、アフリカ獣上目の長鼻目もしくは海牛目とみなされていたアントラコブネは、現在ではローラシア獣上目の奇蹄目のステムメンバーと再整理されている。
なお、現在最も古い長鼻目とされているのはエリテリウムである。